# 赤磐市立磐梨中学校
赤磐市立磐梨中学校（あかいわしりついわなしちゅうがっこう）は、岡山県赤磐市にある公立中学校。通称「磐中」「磐梨」。

## 概要

### 校訓
- 「勤勉」:勉強に励むこと
- 「誠実」:まごころをもって接すること
- 「剛健」:丈夫な心とからだを作ること

### 年間行事
- 4月 - 入学式
- 5月 - 修学旅行、閑谷研修、広島研修
- 6月 - 体育会
- 10月 - 磐梨ドリームタウンフェスティバル
- 3月 - 卒業式

## 部活動

### 運動部
- 軟式野球
  - 野球部は県大会の常連校であり、過去に2回全国中学校体育大会出場経験がある。
- ソフトテニス
- ホッケー（6人制ホッケー）
  - ホッケー部女子は2007、2008、2011年度、男子は2009、2010、2012年度の全日本中学生ホッケー選手権大会に出場した。

内ち、2011年度女子は準優勝 2010年度男子ベスト8、2012年度男子ベスト16と好成績を修めている。
- バスケットボール
- 柔道

団体戦では何度も県内優勝している。個人も強く、五輪強化選手なども出した。
- 剣道

### 文化部
- 吹奏楽
- 美術

## アクセス
- JR山陽本線熊山駅より徒歩30分

## 通学区域が隣接している学校
- 赤磐市立赤坂中学校
- 赤磐市立高陽中学校
- 赤磐市立桜が丘中学校
- 岡山市立瀬戸中学校
- 備前市立備前中学校
- 和気町立和気中学校
- 和気町立佐伯中学校